# PLL-01
PLL-01（又称WAC-021）是一种由杰拉尔德·布尔设计，北方工业公司生产的155毫米榴弹炮。

## 历史
20世纪80年代，中国军工从奥地利Voest-Alpine公司的子公司Noricum获得了生产GHN-45榴弹炮的许可。Noricum在GC-45榴弹炮的设计基础上开发了CHN-45。 GHN-45对原始 GC-45 进行了多项改进，包括了更好的弹药和火控系统。由于这些改进，GHN-45 的射程比其他 155 榴弹炮要远。中国联系榴弹炮的设计师杰拉德·布尔(Gerald Bull)，希望他能帮助继续开发这款榴弹炮。布尔同意帮助中国开发榴弹炮，还将增程弹药技术卖给了中国军工企业。
GHN-45的中国国产版本名为WAC-021和PLL-01，于1987年入役。入役后，中国继续购买和开发PLL-01的精确制导弹药GP1。后来，中国还将PLL-01自行化并安装于履带式底盘上。第一个版本的自行火炮名为PLZ-45，又名88式。中国军工企业还开发了基于同一底盘的弹药车。不过，PLZ-45没有进入中国人民解放军陆军服役，因为当时中国炮兵仍在大规模使用苏式装备。尽管如此，中国还是将一批PLZ-45于1997年出售给科威特，并在2008年将另一批出售给了沙特阿拉伯。
该榴弹炮有很多名称。W88/890可能是内部工业设计项目名称。“89式”可能是陆军定下的临时名称。而PLL-01是解放军的官方名称。而WA-021或WAC-21可能是早期的出口名称，其中一个名称可能是误传。中国兵器工业集团的出口名称为 AH-1。

## 设计
中国的PLL-01/WAC-021是奥地利NORICUM GHN-45榴弹炮的授权生产型号。因此，两个系统在弹药选择上是兼容的。WAC-021型拥有45口径长的枪管，配有枪口制退器，制退效率为30%。采用向右开口的螺旋式后膛机构，膛室容积为22.95升。该武器还可以使用中国制造的榴弹，并兼容北约弹药。
榴弹炮可以发射多种弹药。标准弹药是增程全口径弹药（EFRB），由于空气动力学的改进，其射程比当代的其他榴弹炮要远。EFRB的最大射程为30 km（19 mi）。作为对比，M107榴弹炮使用39倍径155mm榴弹炮使用标准弹时射程为24 km（15 mi）。发射的弹药类型包括高爆弹（HE）、高爆破片弹（HE-FRAG）、照明弹、烟雾弹、白磷弹和货运弹。 
PLL-01和WAC-021的一项独特设计是其自带辅助动力装置。辅助动力装置可以为液压装置和车轮提供动力，允许榴弹炮进行自动部署和自主移动。最早版本的PLL-01和WAC-021使用由风冷柴油发动机驱动的动力装置，功率为77马力。发动机安装在炮架上。在紧急情况下，一名炮手可以在90秒内使用辅助动力完成架枪。辅助动力装置还允许榴弹炮以18公里/小时的速度自主移动。自行移动最大范围为100公里（平整路面环境）。
通常情况下，PLL-01榴弹炮由一辆6x6军用卡车牵引，卡车上载有弹药。火炮允许的最大牵引速度为90公里/小时

## 装备状况及用户
该武器系统被中国人民解放军地面部队和伊朗军队用作牵引火炮。在80年代时，中国至少生产了50至150门PLL-01。
PLZ-45自行榴弹炮销往科威特、沙特阿拉伯、阿尔及利亚和伊拉克。

## 衍生型
WAC-201
用于出口的牵引式火炮
PLL-01
中国国内自用型牵引式火炮
AH-1
基于PLL-01的出口型牵引式火炮
AH-2
基于AH-1的出口型，拥有52倍口径，射程更长。牵引式
FGT-203
实验型203毫米牵引式榴弹炮。该火炮设计基于PLL-01改进，由北方工业公司与比利时国际空间研究公司合作开发。
W-90
自行203毫米榴弹炮。 
PLZ-45
1997年推出的出口型自行火炮
PLZ-05
2005年推出的履带式自行火炮
SH-1
2002年推出的出口型车载版自行火炮

## 使用國
- 阿尔及利亚 - PLZ-45[7][8][9]
- 衣索比亞 - AH-1[1]
- 伊朗 - WAC-021[10]
- 科威特 - PLZ-45[7][8][9]
- 緬甸 - SH-1
- 中华人民共和国 - PLL-01, PLZ-05
- 沙烏地阿拉伯 - PLZ-45[7][8][9]